# Praga V3S
Praga V3S (чеськ. vojenský třítunový či 3-nápravový speciál — військова тритонна спеціальна) — сімейство повнопривідних вантажних автомобілів, що виготовлялося на заводах підриємства Praga у передмістях чеської столиці — Височанах (1953—1964 рр.) та Летнянах (1964—1980 рр.), Братиславі (1980—1985 рр.).
Всього з 1953—1985 р. було виготовлено 61 646 вантажівок.
Автомобіль став основою для Praga S5T (1956 р.).

## Історія та короткий опис конструкції[3]
Після націоналізації заводу Praga у 1945 р. правління Чехословаччини, враховуючи початок Холодної війни, дало завдання налагодити випуск принципово нових вантажівок, першочергово військових. Технічне завдання від військового відомства з'явилось у 1951 р. Термін реалізації був вкрай короткими — на розробку документації відводилось 4 місяці. Серед творців вантажівки були конструктори Ланч і Корбел (перший був заводським інженером, а другий — відповідальний за проект зі сторони Празького наукового автомоторного інституту). У 1952 р. були виконані й випробувані три дослідних зразки, котрі без будь-яких змін потрапили у виробництво через рік.

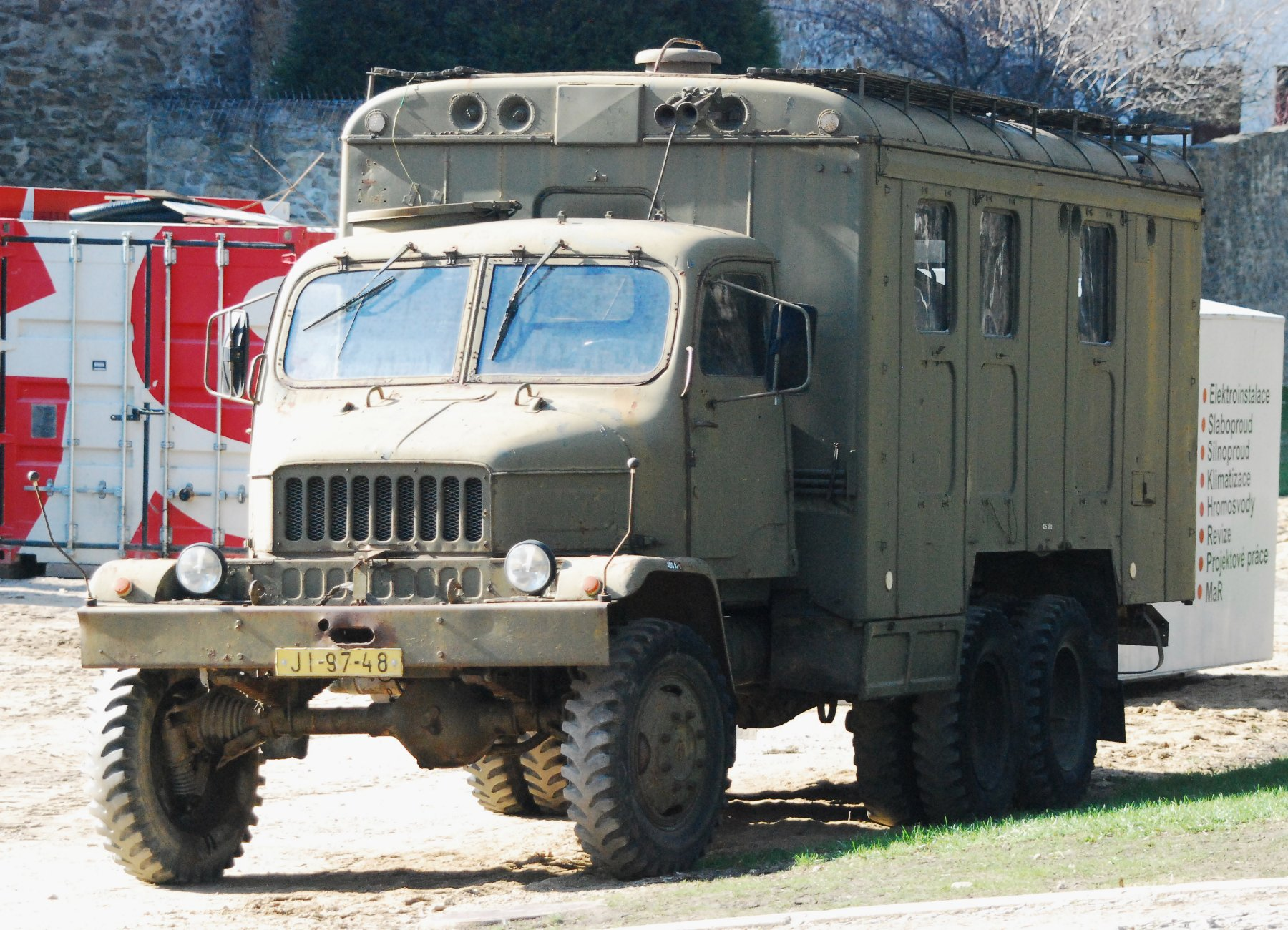
Praga V3S

Повнопривідний автомобіль призначався для експлуатації у надважких умовах. На нього встановлювали 6-циліндровий рядний дизель Т912 з повітряним охолодженням розроблений спеціалістами заводу Tatra. Він являв собою «половинку» відомого V-подібного 12-циліндрового дизеля Tatra 111 й відповідно мав багато уніфікованих з ним елементів. Агрегат розташовувався за передньою віссю, що позитивно впливало на розподіл ваги між осями і як наслідок прохідність (однак займав простір у кабіні). При робочому об'ємі 7412 см³ (діаметр циліндра 110 мм, хід поршня 130 мм) та ступені стиску 16,4 максимальна потужність становила 98 к. с. при 2100 хв−1, а максимальний обертовий момент у 38 кГс·м досягався у широкому діапазоні обертів — від 1200 до 1600 хв−1. Серед особливостей дизеля наявність системи мащення із сухим картером, аксіального та поршневого двоциліндрового компресорів (останній для підкачування коліс). Доступ до двигуна забезпечувався як із кабіни, так і через її відкидання вперед на 90°.
Обертовий момент двигуна через сухе однодискове зчеплення (зовнішній діаметр фрикційних накладок 325 мм внутрішній — 190 мм) передавався коробці передач, що складалась з 4-ступеневої основної та 2-ступеневої додаткової, з передатними числами для руху по вдосконаленому дорожньому покритті та бездоріжжі. У водія був вибір між 8 передачами переднього та 2 заднього ходу. Додаткова коробка передач одночасно була роздавальною, від неї відходило три карданних вали: один — на передню вісь, два — на задні осі. Привід переднього моста міг вимикатись. На усіх колесах застосовувались редуктори (циліндричні, з прямими зубами, передатне число — 2,14), що збільшували обертовий момент та кліренс. Міжколісні диференціали мали електропневматичні механізми блокування. При цьому обертовий момент до мостів передавався окремими карданними валами (загалом 10 карданних шарнірів). Горизонтальні зусилля від задніх мостів передавались на раму через тяги з шарнірними з'єднаннями, у котрих були спеціальні вкладиші, що виключали необхідність у додатковому мащенні й не вимагали обслуговування.
Рама, що складалась з двох лонжеронів та семи поперечин з'єднаних заклепками, допускала значну деформацію при крученні. Це досягалось використанням високолегованої сталі, особливим розташуванням підсилювачів, спеціальним методом з'єднання поперечин з лонжеронами. Така конструкція рами разом з ресорними підвісками мостів допускала значний перекос осей у поперечній площині й сприяла збереженню плями контакту шини з дорогою навіть при русі по бездоріжжю. Задні колеса були спареними, підвіска балансирною. Типорозмір дискових коліс — 7,0 — 20, камерних шин — 9,00 — 20.
Автомобілі перших випусків мали одноконтурний пневматичний гальмівний привід, що пізніше замінили на безпечніший двоконтурний. Діаметр гальмівних барабанів усіх коліс становив 400 мм, ширина гальмівних накладок 100 мм (передніх) та 140 мм (задніх), загальна площа робочих гальм 3780 см². Стоянкове гальмо було стрічковим (площа накладок — 360 см²) з механічним приводом й встановлювалось на вихідному валу роздавальної коробки.
Суцільнометалева двомісна кабіна кріпилась до рами на трьох опорах, що виключали передачу деформації на неї від рами й знижували вібронавантаженість. Дерев'яна платформа з сталевими елементами мала три відкидних борти.
Основна система електрообладнання була 12-вольтною, однак встановлювались два акумулятори ємністю по 115 А·год. Для пуску дизеля використовували 24-вольтний стартер (потужністю 6 к. с.), при цьому перемикання акумуляторів на потрібну напругу відбувалось автоматично.
Вантажність Praga V3S обмежувалась 3,3 т при русі по ґрунтовим дорогам й 5,3 т — при русі по асфальту. Також вантажівка могла тягти причеп загальною масою до 4,0 та 5,5 т відповідно. На коротких рейсах, на плечі до 20 км, і максимальному підйомі шосейної дороги, що не перевищував 5 % допустима повна маса причепа збільшувалась до 8,0 т, а вантажність до 6,2 т.
Високу прохідність вантажівка мала через ряд особливостей — дизель з відповідною характеристикою й значним обертовим моментом, трансмісія з відповідними передатними числами (в тому числі колісними редукторами), оптимальний розподіл ваги, кліренс 400 мм, міжколісні диференціали задніх мостів з можливістю блокування. Praga V3S могла долати брід глибиною 0,8 м, вертикальну перешкоду висотою 0,3 м, рів шириною 0,7 м, однак короткотривала максимальна швидкість на асфальті була всього 60 км/год, при тривалому русі по хорошим дорогам — 50 км/год. Контрольна витрата палива становила 28 л/100 км, реальна експлуатаційна — влітку 32 л/100 км, взимку — до 37 л/100 км.

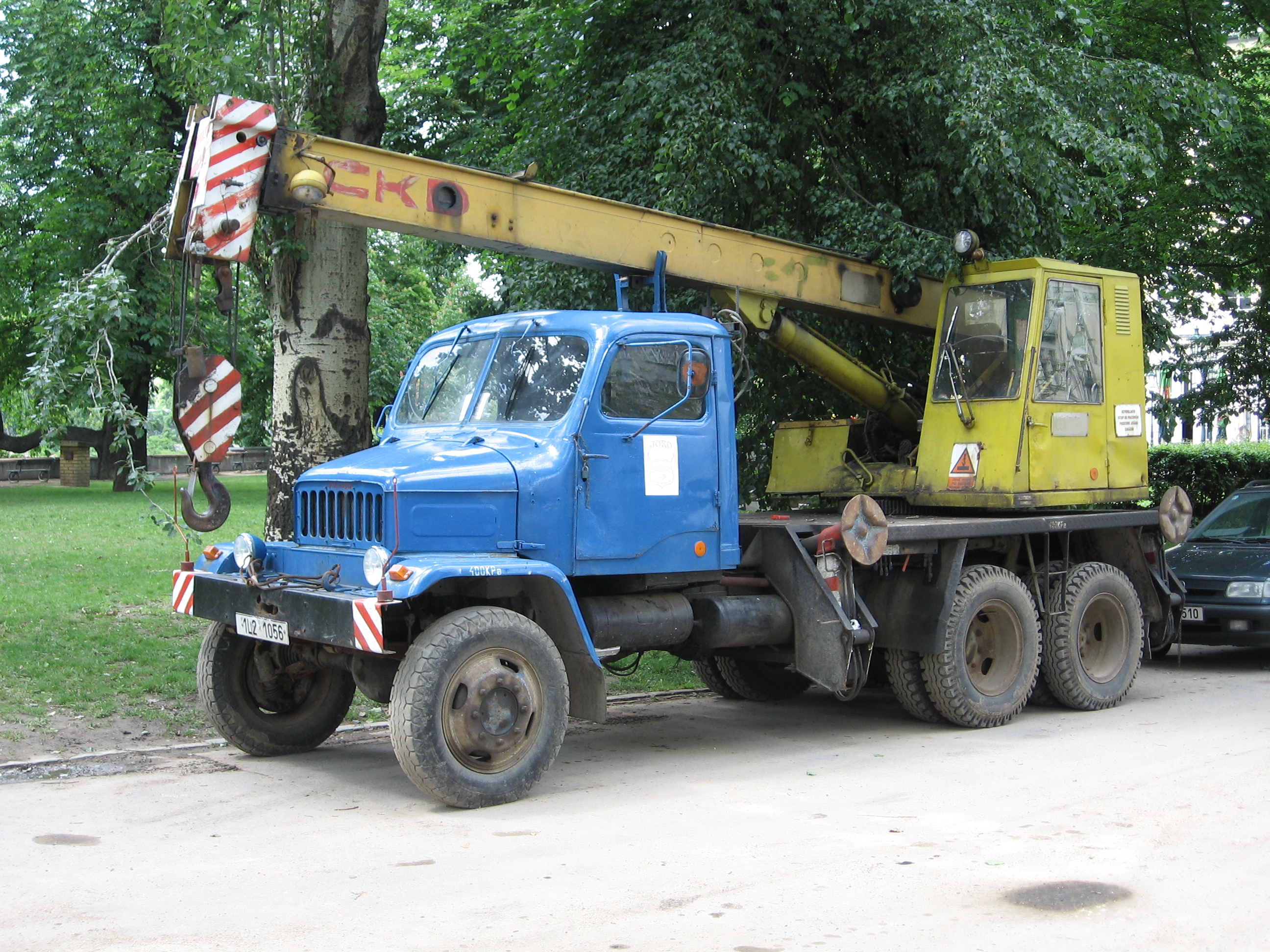
Автокран на базі Praga V3S

За 32 роки виробництва автомобіль шість раз отримував незначні покращення (Praga V3S М2…М6). Останні варіанти відрізнялись дизелем зі збільшеним до 8,1 л робочим об'ємом та максимальною потужністю у 110 к. с., підсилювачем кермового керування, сидінням водія на пневмопідвісці тощо. Сімейство Praga V3S мало десяток модифікацій, найрозповсюдженішими з яких були самоскид V3S-S (з суцільнометалевим кузовом об'ємом 2,6 м³), військова вантажівка V3S-SKS (з кузовом типу КУНГа), армійська вантажівка-радіостанція R3AT, шасі з дизель-генераторною установкою PAD, автокрани AD-060 та AD-080, ремонтна майстерня Ša, флюорографічний кабінет. На базі Praga V3S існувала зенітна самохідна установка М53/59, що знаходилась на озброєнні Чехословаччини з 1950-их. Вона мала кабіну на 5 людей, а у задній частині башту з спареною автоматичною 30-мм гарматою для повітряних та наземних цілей. Темп стрільби сягав 650 пострілів/хв, горизонтальна дальність стрільби — 10 км, досяжність по висоті — 3 км. Бойова маса установки становила 9,5 т, запас ходу 650 км. Зенітний комплекс також використовувався у Югославії, Іраку, Лівії, Сербії (зокрема під час Боснійської війни).
Також на базі "Праги В3С" існувала 32-ствольна бойова машина реактивної артилерії (калібр 130 мм).

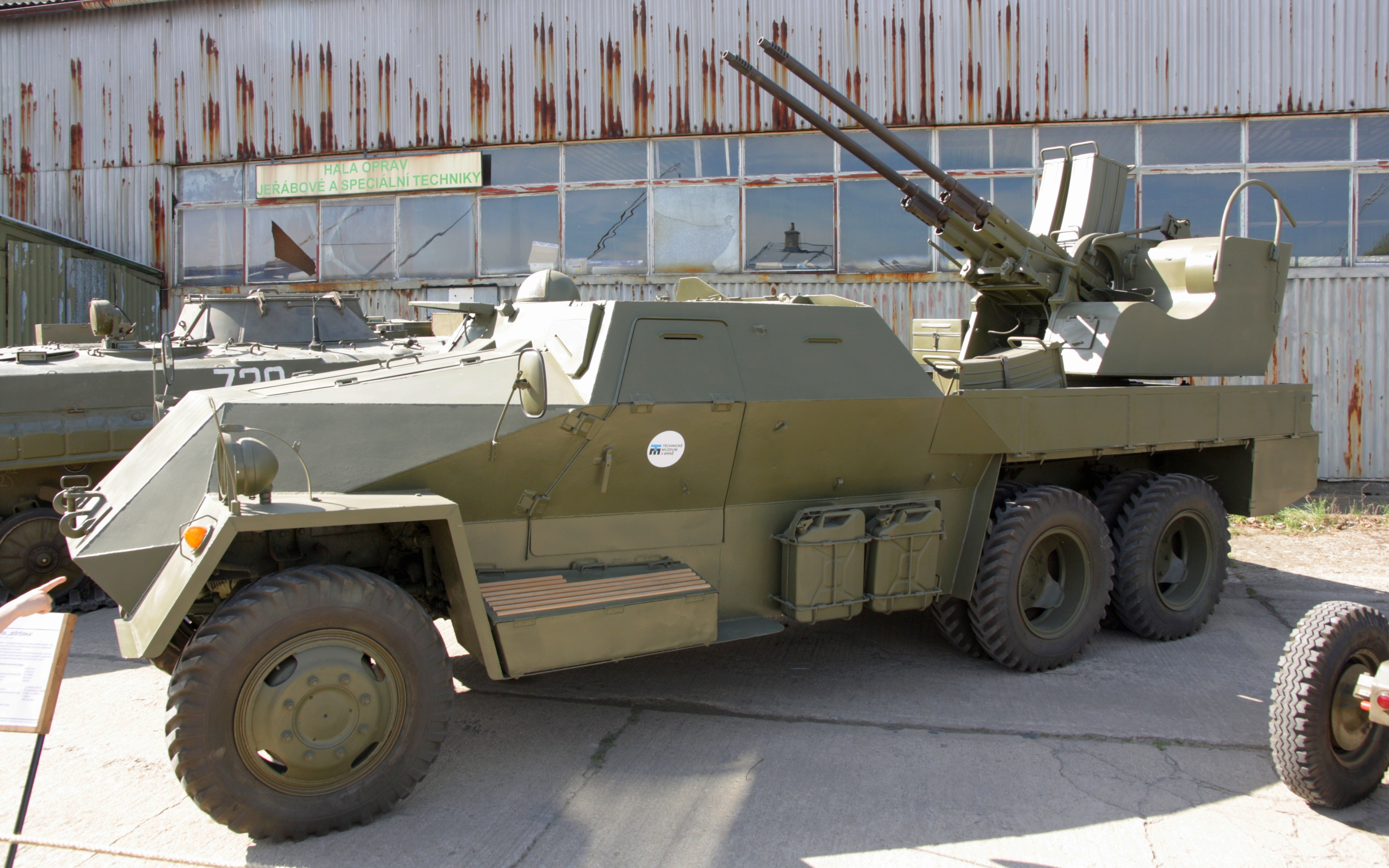
Зенітна самохідна установка М53/59

У 1953—1964 рр. автомобілі сходили з конвеєра заводу «Прага». У 1964 р. завод вирішили перепрофілювати на виробництво коробок передач, в тому числі гідромеханічних для автобусів. Враховуючи високу потребу у вантажівках Praga V3S його виробництво було перенесено у інший район Праги — Летняни, у цехи заводу Avia, де продовжувались до 1980-их років.
У зв'язку із купівлею цього заводу південнокорейською компанією Daewoo третім місцем виробництва V3S стала Братислава.
Praga V3S експортувалась до 72 країн. Першість по об'єму імпорту вантажівки займала Польща, за нею йшли Угорщина, Сирія та Пакистан. У Польщі Praga V3S використовували зазвичай у лісозаготівлі, в Угорщині та Болгарії у сільському господарстві, а у Сирії, Пакистані та В'єтнамі для військових потреб.
Вантажівка брала участь у наукових експедиціях, наприклад, в експедиції співробітників моравського музею у Австралію, експедиції робітників природно-історичної секції Чеського національного музею в Іран, африканській експедиції групи австралійських студентів тощо.
У 1957 р. вантажівка успішно завершила пробіг по трасі Пекін-Лхаса протяжністю 3650 км, що частково проходив через пустелю Гобі й гірські перевали на висоті 5300 км. Преса тих років писала, що далеко не кожний вантажний автомобіль міг здолати подібні випробовування без ремонтів в дорозі.
В СРСР Praga V3S відома як шасі для ремонтних майстерень та флюорографічних кабінетів. У такому вигляді вантажівку демонстрували на виставках у Москві у 1960-их.